# N TOF

Schéma représentant les différents accélérateurs et expériences du CERN, dont n_TOF (en bas, à gauche).

n_TOF (abréviation de Neutron Time Of Flight, temps de vol du neutron) est une ligne de faisceau du CERN à Genève ainsi que le nom de la collaboration scientifique qui l'exploite.

## Caractéristiques
Cette ligne produit un faisceau pulsé de neutrons. Chaque paquet pulsé contient des neutrons d'énergies différentes, mais leur flux est constant aux différentes énergies. L'énergie des neutrons à n_TOF peut être obtenue par la mesure de leur temps de vol.